# Rudnjača
Agaricus campestris je jestiva pečurka iz reda Agaricales.

## Karakteristike
Agaricus campestris (rudnjača, poljska pečurka, livadska pečurka, poljski šampinjon) je vrsta jestive gljive iz porodice Agaricaceae. 
Šešir je bele do svetlosmeđe boje i mesnat je. U početku je okruglastog oblika a kasnije postane pljosnat. širok je 5–12 cm. Listići su gusti, slobodni, svetlosmeđe boje koja se polako menja u rozikastocrvenkastu. Kada spore sazru, postaju tamnosmeđi do crni. Drška je bela, valjkastog je oblika, visoka 3–8 cm.

## Stanište i rasprostranjenje
Gljiva je široko rasprostranjena širom sveta. Može se naći u Evropi, Aziji, severnoj Africi, Australiji, na Novom Zelandu i u severnoj Americi.
Živi na travnjacima, livadama, pašnjacima, u voćnjacima i vrtovima, od nizijskog do planinskog područja. Može da raste pojedinačno ili u većim grupama, i to od kraja proleća do kasne jeseni.

## Upotreba
Gljiva rudnjača je jestiva, odličnog kvaliteta, a može se jesti i sirova.

## Literatura
- 978-86-399-0181-3.Romano Božac, (1989), Gljive naših krajeva, Zagreb: Grafički zavod Hrvatske.
- Ibrahim Hadžić, (2020) Gljive našeg podneblja,Beograd: Partenon.  978-86-7157-859-2
- Rudnjača  in Index Fungorum

|  | Опис гљиве у овом чланку није потпун нити је довољан за коректну и сигурну идентификацију гљиве. Непажњом врло лако се јестиве гљиве могу помешати са отровним. Уколико се поједу отровне уместо јестивих гљива, може доћи до тешких оштећења појединих органа, или до смрти оног који их је појео. Aко желите да скупљате гљиве, не препоручује се коришћење описа из овог чланка за препознавање, већ да се обавестите о изгледу и начину препознавања код неког стручњака за гљиве. |